# Дермографизам
Дермографизам од грчких речи δέρμα — кожа и γράφ— писање — писање по кожи, (лат. urticaria fsctotis) је аутономни рефлекс или алергијска реакција која се изазива превлачењем прстом или неким предметом преко коже.
Карактерише се уздигнућем у виду линија и бледилом или црвенилом коже. По својој суштини то је бенигно обољење које не захтева лечење, или се у тежим случајевима може контролисати применом неседирајућих антихистаминика.

## Епидемиологија и етиопатогенеза
Мада истраживања говоре да се дермографизам јавља код 2-5% опште популације, претпоставља се да овакве промене на кожи може да има свака друга особа, а веома је чест код спортиста који носе тесну заштитну одећу или током трљања на спортским справама.
Дермографизам се може јавити у било којем животном добу. Промене спонтано нестају, јер је највећи број особа са дермографизмом здраво.
Као провоцирајући фактори за настанак ових промена на кожи, најчешће се наводе:
- стрес
- топлота,
- ношење сувише уска одеће,
- трљање пешкиром,
- инфекција,
- трудноћа и сл.[1]

Механизам настанка је повезан са траумом коже која доводи до дегенерације мастоцита, након које последично настаје еритем (црвенили) и оток (едем) који по свом облику одговарају трауми која их је изазвала.

## Опис промена
Код здравих особа после превлачења на кожи остају бледе линије које су ограничене на оној површини коже која се додирује.
Ненормални дермографизам манифестује се јасно црвеном линијом која временом постаје цијанотична на површини коже која се додирује.
Дермографизам код неких болесника испољава се се црвеном шаром која се простире почев од црвене линије изазване превлачењем коже. Овако промењена кожа је при томе издигнута за 1 до 2 мм изнад непромењене површине. У неким случајевима може се јасно оцртати запажена промена.

## Дијагноза
Дијагноза дермографизма може се поставити једноставним тестом, исписивањем тупим предметом (нпр затвореном хемијском оловком) краћег текста или неког знака на кожи леђа, и након 1-2 минута превлачењем прстима преко написаног. Уколико се под прстима осећа  каскада, у питању је изражен дермографизам.

## Терапија
У већини случајева дермографизам не захтева лечење, јер се промене спонтано повлаче након 10 до 15 минута, већ се саветује пацијентима:
- да буду нежни са кожом и избегавају трауму,
- да се купају у јутарњим часовима, када је кожа одморна,
- да хигијену одржавају млаком водом без снажног трљања пешкиром,
- избегавају ношење тесне одеће и великих тешких торби преко рамена.
- избегавају стресне реакције или контролишу стрес.[1]

Уколико је дермографизам праћен израженим сврабом може се лечити се антихистаминицима. Може помоћи и у мерено излагање сунцу и примена локалних средства за хлађење и умиривање свраба.